# Griffin Park
Griffin Park – stadion piłkarski w Londynie, na którym swoje mecze rozgrywał zespół Brentford FC. Obiekt został otwarty w 1904 roku.
Rekordową frekwencję zanotowano 5 marca 1938 roku w meczu ćwierćfinałowym Pucharu Anglii pomiędzy Brentford a Preston North End; spotkanie obejrzało 39 626 widzów.
Podział ze względu na trybuny jest następujący:
- Bill Axbey Stand
- Ealing Road Terrace
- Braemar Road Stand
- Brook Road Stand (dla kibiców gości)

W ramach turnieju piłkarskiego na Igrzyskach Olimpijskich w 1948 roku, na Griffin Park odbył się mecz pierwszej rundy Włochy - USA.
W 2020 roku Brentford FC przeniósł się na nowo otwarty Brentford Community Stadium, położony kilometr na wschód od Griffin Park. Po przeprowadzce stary stadion został zlikwidowany, a w jego miejscu powstały budynki mieszkalne.